# Hypena extremipalpis
Hypena extremipalpis là một loài bướm đêm trong họ Erebidae.